# NHL Stadium Series 2016
Coors Light NHL Stadium Series 2016 var ett sportarrangemang i den nordamerikanska ishockeyligan National Hockey League (NHL) med två grundspelsmatcher på utomhusarenor. Första matchen var mellan divisionskollegorna Minnesota Wild och Chicago Blackhawks och spelades på TCF Bank Stadium i Minneapolis, Minnesota den 21 februari 2016 och den andra matchen var mellan de forna conferencerivalerna Colorado Avalanche och Detroit Red Wings på Coors Field i Denver, Colorado den 27 februari samma år.

## Minnesota Wild vs Chicago Blackhawks (21 februari)

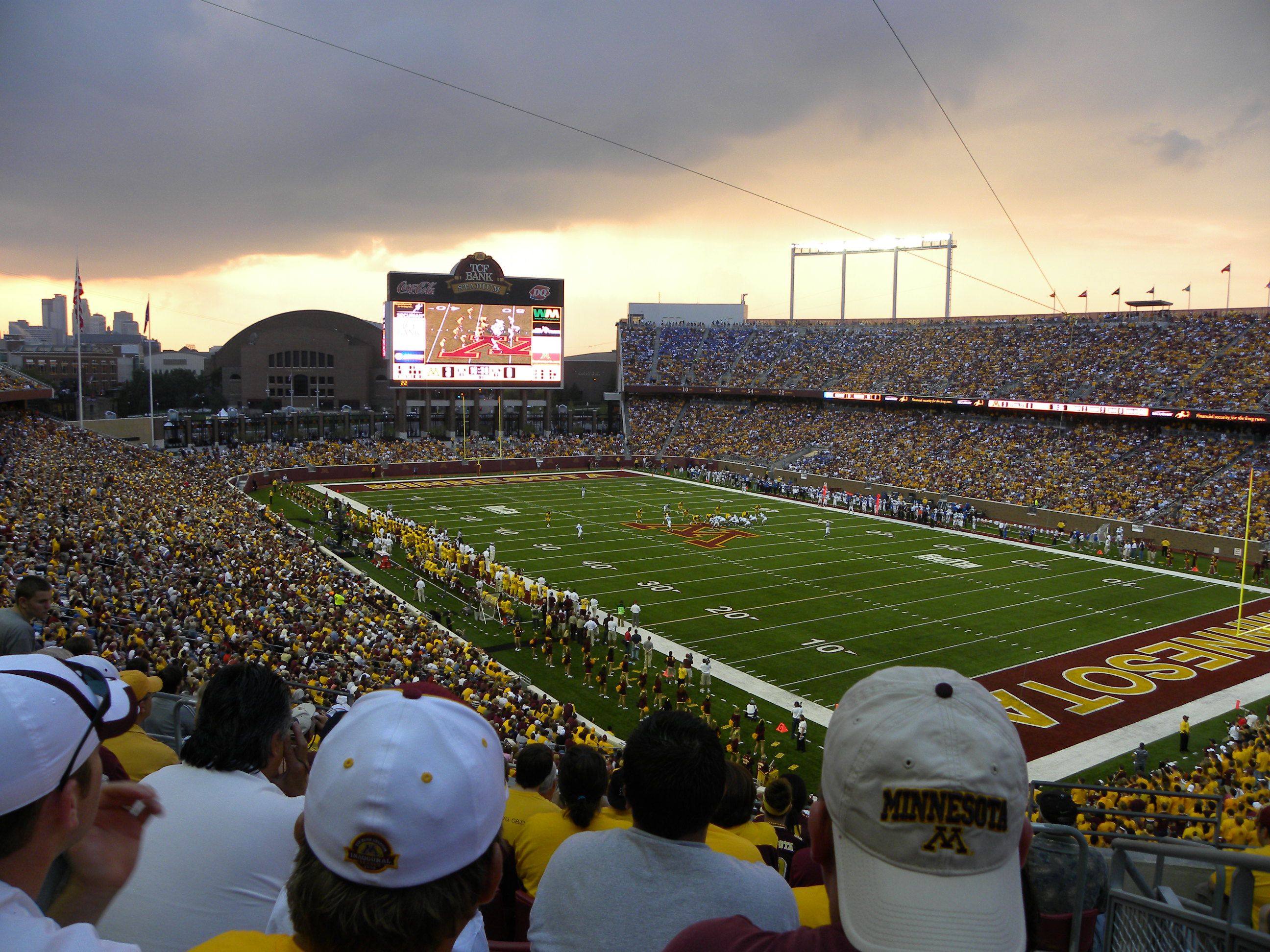
Utomhusarenan TCF Bank Stadium stod som värd för matchen.

### Laguppställningarna
| Vänsterforwards   | Centrar         | Högerforwards    |
| ----------------- | --------------- | ---------------- |
| Zach Parise (A)   | Mikko Koivu (C) | Charlie Coyle    |
| Jason Zucker      | Mikael Granlund | Thomas Vanek     |
| Nino Niederreiter | Erik Haula      | Jason Pominville |
| Ryan Carter       | Jarret Stoll    | Justin Fontaine  |
| Backar            |                 | Backar           |
| Ryan Suter (A)    |                 | Jared Spurgeon   |
| Marco Scandella   |                 | Mathew Dumba     |
| Mike Reilly       |                 | Christian Folin  |
|                   | Målvakter       |                  |
|                   | Devan Dubnyk    |                  |
|                   | Darcy Kuemper   |                  |
|                   | Tränare         |                  |
|                   | John Torchetti  |                  |

| Vänsterforwards     | Centrar            | Högerforwards      |
| ------------------- | ------------------ | ------------------ |
| Andrew Shaw         | Jonathan Toews (C) | Richard Pánik      |
| Artemij Panarin     | Artjom Anisimov    | Patrick Kane       |
| Andrew Desjardins   | Phillip Danault    | Teuvo Teräväinen   |
| Brandon Mashinter   | Dennis Rasmussen   | Vince Hinostroza   |
| Backar              |                    | Backar             |
| Duncan Keith (A)    |                    | Niklas Hjalmarsson |
| Trevor van Riemsdyk |                    | Brent Seabrook (A) |
| Viktor Svedberg     |                    | Michal Rozsíval    |
|                     | Målvakter          |                    |
|                     | Corey Crawford     |                    |
|                     | Scott Darling      |                    |
|                     | Tränare            |                    |
|                     | Joel Quenneville   |                    |

### Resultatet
|  | 21 februari 2016 | Minnesota Wild | 6 – 1   | Chicago Blackhawks                                                                                      | TCF Bank Stadium                                                                                                  | |
|  |                  | Första perioden: Mathew Dumba (3:25) Assists: Carter, Fontaine Thomas Vanek (PP) (7:10) Assists: Pominville, Reilly Andra perioden: Nino Niederreiter (2:26) Assists: Haula, Pominville Jason Pominville (10:26) Assists: Niederreiter, Haula Tredje perioden: Ryan Carter (2:25) Assists: Scandella, Stoll Erik Haula (13:49) | Rapport | Första perioden: — Andra perioden: — Tredje perioden: (12:05) Patrick Kane Assists: van Riemsdyk, Toews | Minneapolis, Minnesota, USA Publik: 50 426 Domare: Steve Kozari, Chris Lee Linjedomare: Ryan Galloway, Brian Mach | Minneapolis, Minnesota, USA Publik: 50 426 Domare: Steve Kozari, Chris Lee Linjedomare: Ryan Galloway, Brian Mach |
|  |                  | |         | | Minneapolis, Minnesota, USA Publik: 50 426 Domare: Steve Kozari, Chris Lee Linjedomare: Ryan Galloway, Brian Mach | Minneapolis, Minnesota, USA Publik: 50 426 Domare: Steve Kozari, Chris Lee Linjedomare: Ryan Galloway, Brian Mach |
|  |                  | |         | | Minneapolis, Minnesota, USA Publik: 50 426 Domare: Steve Kozari, Chris Lee Linjedomare: Ryan Galloway, Brian Mach | Minneapolis, Minnesota, USA Publik: 50 426 Domare: Steve Kozari, Chris Lee Linjedomare: Ryan Galloway, Brian Mach |

#### Matchstatistik
|                     | Minnesota Wild | Chicago Blackhawks |
| ------------------- | -------------- | ------------------ |
| Powerplay           | 1/6            | 0/2                |
| Tacklingar          | 12             | 13                 |
| Vunna tekningar (%) | 48             | 52                 |
| Blockerade skott    | 20             | 6                  |
| Utvisningsminuter   | 10             | 27                 |

| Period | Minnesota Wild | Chicago Blackhawks |
| ------ | -------------- | ------------------ |
| Första | 11             | 9                  |
| Andra  | 12             | 11                 |
| Tredje | 10             | 12                 |
| Totalt | 33             | 32                 |

#### Utvisningar
| Spelare         | Utvisning       | Utvisningsminuter | Tid             |
| Första perioden | Första perioden | Första perioden   | Första perioden |
| --------------- | --------------- | ----------------- | --------------- |
| Mathew Dumba    | Roughing        | 2:00              | 5:17            |
| Zach Parise     | Cross checking  | 2:00              | 16:07           |
| Andra perioden  |                 |                   |                 |
| Ryan Carter     | Roughing        | 2:00              | 13:15           |
| Mikko Koivu     | Slashing        | 2:00              | 15:48           |
| Tredje perioden |                 |                   |                 |
| Ryan Carter     | Roughing        | 2:00              | 15:13           |
| Källa:          |                 |                   |                 |

| Spelare                                            | Utvisning       | Utvisningsminuter | Tid             |
| Första perioden                                    | Första perioden | Första perioden   | Första perioden |
| -------------------------------------------------- | --------------- | ----------------- | --------------- |
| Phillip Danault                                    | Interference    | 2:00              | 5:17            |
| Phillip Danault                                    | Roughing        | 2:00              | 5:17            |
| Jonathan Toews                                     | Interference    | 2:00              | 10:25           |
| Brent Seabrook                                     | Holding         | 2:00              | 19:08           |
| Andra perioden                                     |                 |                   |                 |
| Corey Crawford                                     | Tripping        | 2:00              | 7:37            |
| Michal Rozsíval                                    | Interference    | 5:00              | 15:14           |
| Michal Rozsíval                                    | Matchstraff     | 10:00             | 15:14           |
| Tredje perioden                                    |                 |                   |                 |
| Andrew Shaw                                        | Roughing        | 2:00              | 15:13           |
| Termer: Förseelser som leder till utvisningsstraff |                 |                   |                 |

### Statistik

#### Minnesota Wild

##### Utespelare
| Spelare           | Mål | Assist | Poäng | +/− | Utvisningsminuter | Skott | Vunna tekningar (%) | Tacklingar | Tid på isen |
| ----------------- | --- | ------ | ----- | --- | ----------------- | ----- | ------------------- | ---------- | ----------- |
| Erik Haula        | 1   | 2      | 3     | +3  | 0                 | 2     | 50                  | 1          | 14:38       |
| Jason Pominville  | 1   | 2      | 3     | +2  | 0                 | 3     | 100                 | 0          | 14:45       |
| Ryan Carter       | 1   | 1      | 2     | +1  | 4                 | 6     | 0                   | 0          | 14:14       |
| Nino Niederreiter | 1   | 1      | 2     | +3  | 0                 | 2     | —                   | 1          | 13:53       |
| Mathew Dumba      | 1   | 0      | 1     | +1  | 2                 | 1     | —                   | 2          | 17:43       |
| Thomas Vanek      | 1   | 0      | 1     | 0   | 0                 | 2     | 50                  | 0          | 14:57       |
| Justin Fontaine   | 0   | 1      | 1     | 0   | 0                 | 2     | —                   | 0          | 13:31       |
| Mike Reilly       | 0   | 1      | 1     | 0   | 0                 | 1     | —                   | 0          | 16:17       |
| Marco Scandella   | 0   | 1      | 1     | +1  | 0                 | 1     | —                   | 1          | 17:14       |
| Jarret Stoll      | 0   | 1      | 1     | +1  | 0                 | 0     | 42                  | 0          | 11:23       |
| Charlie Coyle     | 0   | 0      | 0     | 0   | 0                 | 1     | 67                  | 0          | 19:14       |
| Christian Folin   | 0   | 0      | 0     | 0   | 0                 | 1     | —                   | 1          | 15:10       |
| Mikael Granlund   | 0   | 0      | 0     | 0   | 0                 | 1     | 53                  | 2          | 16:07       |
| Mikko Koivu       | 0   | 0      | 0     | +1  | 2                 | 3     | 41                  | 0          | 18:57       |
| Zach Parise       | 0   | 0      | 0     | 0   | 2                 | 4     | —                   | 0          | 19:03       |
| Jared Spurgeon    | 0   | 0      | 0     | +3  | 0                 | 0     | —                   | 0          | 22:04       |
| Ryan Suter        | 0   | 0      | 0     | +3  | 0                 | 1     | —                   | 2          | 27:24       |
| Jason Zucker      | 0   | 0      | 0     | 0   | 0                 | 1     | —                   | 2          | 5:26        |
| Källa:            |     |        |       |     |                   |       |                     |            |             |

##### Målvakt
| Spelare      | Skott mot sig | Räddningar | Insläppta mål | Räddningsprocent | Utvisningsminuter | Tid på isen |
| ------------ | ------------- | ---------- | ------------- | ---------------- | ----------------- | ----------- |
| Devan Dubnyk | 32            | 31         | 1             | 0.969            | 0                 | 60:00       |
| Källa:       |               |            |               |                  |                   |             |

#### Chicago Blackhawks

##### Utespelare
| Spelare             | Mål | Assist | Poäng | +/− | Utvisningsminuter | Skott | Vunna tekningar (%) | Tacklingar | Tid på isen |
| ------------------- | --- | ------ | ----- | --- | ----------------- | ----- | ------------------- | ---------- | ----------- |
| Patrick Kane        | 1   | 0      | 1     | -2  | 0                 | 5     | 100                 | 0          | 17:22       |
| Jonathan Toews      | 0   | 1      | 1     | -2  | 2                 | 2     | 71                  | 2          | 19:57       |
| Trevor van Riemsdyk | 0   | 1      | 1     | -2  | 0                 | 0     | —                   | 2          | 18:03       |
| Artjom Anisimov     | 0   | 0      | 0     | -1  | 0                 | 4     | 44                  | 0          | 19:57       |
| Phillip Danault     | 0   | 0      | 0     | -1  | 4                 | 1     | 45                  | 1          | 10:26       |
| Andrew Desjardins   | 0   | 0      | 0     | 0   | 0                 | 3     | —                   | 1          | 17:50       |
| Vince Hinostroza    | 0   | 0      | 0     | -1  | 0                 | 1     | 0                   | 0          | 8:32        |
| Niklas Hjalmarsson  | 0   | 0      | 0     | +1  | 0                 | 1     | —                   | 1          | 25:29       |
| Duncan Keith        | 0   | 0      | 0     | -2  | 0                 | 3     | —                   | 0          | 27:40       |
| Brandon Mashinter   | 0   | 0      | 0     | -1  | 0                 | 0     | —                   | 2          | 6:51        |
| Artemij Panarin     | 0   | 0      | 0     | -3  | 0                 | 0     | —                   | 0          | 15:35       |
| Richard Pánik       | 0   | 0      | 0     | -1  | 0                 | 0     | —                   | 2          | 9:44        |
| Dennis Rasmussen    | 0   | 0      | 0     | 0   | 0                 | 1     | 36                  | 0          | 11:08       |
| Michal Rozsíval     | 0   | 0      | 0     | -1  | 15                | 1     | —                   | 0          | 9:06        |
| Brent Seabrook      | 0   | 0      | 0     | -3  | 2                 | 4     | —                   | 2          | 23:46       |
| Andrew Shaw         | 0   | 0      | 0     | 0   | 2                 | 3     | 100                 | 0          | 13:00       |
| Viktor Svedberg     | 0   | 0      | 0     | -1  | 0                 | 1     | —                   | 0          | 16:05       |
| Teuvo Teräväinen    | 0   | 0      | 0     | 0   | 0                 | 2     | 0                   | 0          | 17:25       |
| Källa:              |     |        |       |     |                   |       |                     |            |             |

##### Målvakt
| Spelare        | Skott mot sig | Räddningar | Insläppta mål | Räddningsprocent | Utvisningsminuter | Tid på isen |
| -------------- | ------------- | ---------- | ------------- | ---------------- | ----------------- | ----------- |
| Corey Crawford | 23            | 19         | 4             | 0,826            | 2                 | 40:00       |
| Scott Darling  | 9             | 8          | 1             | 0,889            | 0                 | 19:17       |
| Källa:         |               |            |               |                  |                   |             |

## Colorado Avalanche vs Detroit Red Wings (27 februari)

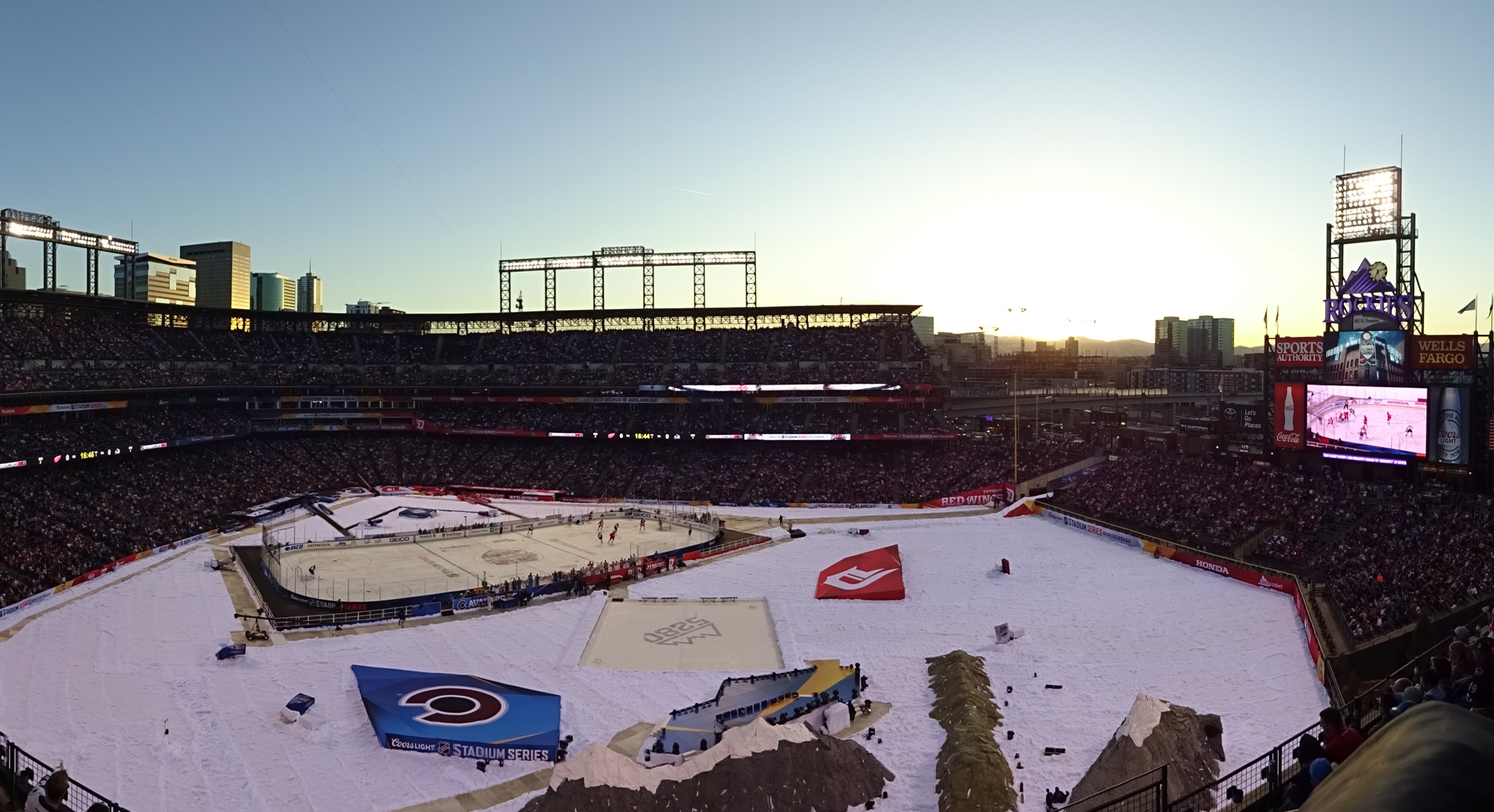
Baseballarenan Coors Field stod som värd för matchen.

### Laguppställningarna
| Vänsterforwards       | Centrar          | Högerforwards     |
| --------------------- | ---------------- | ----------------- |
| Michail Grigorenko    | Matt Duchene     | Jarome Iginla (A) |
| Gabriel Landeskog (C) | Nathan MacKinnon | Alex Tanguay      |
| Shawn Matthias        | Carl Söderberg   | Blake Comeau      |
| Cody McLeod (A)       | John Mitchell    | Jack Skille       |
| Backar                |                  | Backar            |
| François Beauchemin   |                  | Erik Johnson      |
| Nick Holden           |                  | Tyson Barrie      |
| Chris Bigras          |                  | Andrew Bodnarchuk |
|                       | Målvakter        |                   |
|                       | Semjon Varlamov  |                   |
|                       | Calvin Pickard   |                   |
|                       | Tränare          |                   |
|                       | Patrick Roy      |                   |

| Vänsterforwards       | Centrar            | Högerforwards     |
| --------------------- | ------------------ | ----------------- |
| Henrik Zetterberg (C) | Pavel Datsiuk (A)  | Justin Abdelkader |
| Gustav Nyquist        | Riley Sheahan      | Tomáš Tatar       |
| Dylan Larkin          | Andreas Athanasiou | Brad Richards     |
| Darren Helm           | Luke Glendening    | Tomáš Jurčo       |
| Backar                |                    | Backar            |
| Danny DeKeyser        |                    | Kyle Quincey      |
| Niklas Kronwall (A)   |                    | Aleksej Martjenko |
| Jonathan Ericsson     |                    | Mike Green        |
|                       | Målvakter          |                   |
|                       | Petr Mrázek        |                   |
|                       | Jimmy Howard       |                   |
|                       | Tränare            |                   |
|                       | Jeff Blashill      |                   |

### Resultatet
|  | 27 februari 2016 | Colorado Avalanche | 3 – 5   | Detroit Red Wings | Coors Field | |
|  |                  | Första perioden: Nathan MacKinnon (7:44) Assist: Landeskog Tyson Barrie (14:38) Assists: Comeau, Grigorenko Andra perioden: — Tredje perioden: Alex Tanguay (13:42) Assists: Landeskog, MacKinnon | Rapport | Första perioden: (5:07) Tomáš Tatar Andra perioden: — Tredje perioden: (1:27) Gustav Nyquist Assists: Sheahan, Tatar (13:28) Justin Abdelkader Assists: Helm, Glendening (19:00) Brad Richards Assist: Kronwall (19:40) Darren Helm Assists: Mrázek, Kronwall | Denver, Colorado, USA Publik: 50 095 Domare: Dave Jackson, Brad Watson Linjedomare: Michael Cormier, Darren Gibbs | Denver, Colorado, USA Publik: 50 095 Domare: Dave Jackson, Brad Watson Linjedomare: Michael Cormier, Darren Gibbs |
|  |                  | |         | | Denver, Colorado, USA Publik: 50 095 Domare: Dave Jackson, Brad Watson Linjedomare: Michael Cormier, Darren Gibbs | Denver, Colorado, USA Publik: 50 095 Domare: Dave Jackson, Brad Watson Linjedomare: Michael Cormier, Darren Gibbs |
|  |                  | |         | | Denver, Colorado, USA Publik: 50 095 Domare: Dave Jackson, Brad Watson Linjedomare: Michael Cormier, Darren Gibbs | Denver, Colorado, USA Publik: 50 095 Domare: Dave Jackson, Brad Watson Linjedomare: Michael Cormier, Darren Gibbs |

#### Matchstatistik
|                     | Colorado Avalanche | Detroit Red Wings |
| ------------------- | ------------------ | ----------------- |
| Powerplay           | 0/3                | 0/5               |
| Tacklingar          | 31                 | 24                |
| Vunna tekningar (%) | 53                 | 47                |
| Blockerade skott    | 19                 | 11                |
| Utvisningsminuter   | 12                 | 8                 |

| Period | Colorado Avalanche | Detroit Red Wings |
| ------ | ------------------ | ----------------- |
| Första | 14                 | 11                |
| Andra  | 4                  | 4                 |
| Tredje | 9                  | 13                |
| Totalt | 27                 | 28                |

#### Utvisningar
| Spelare           | Utvisning       | Utvisningsminuter | Tid             |
| Första perioden   | Första perioden | Första perioden   | Första perioden |
| ----------------- | --------------- | ----------------- | --------------- |
| Andrew Bodnarchuk | Hög klubba      | 2:00              | 10:17           |
| Cody McLeod       | Hög klubba      | 4:00 (2:00 x2)    | 14:49           |
| Gabriel Landeskog | Roughing        | 2:00              | 18:54           |
| Andra perioden    |                 |                   |                 |
| Chris Bigras      | Holding         | 2:00              | 10:14           |
| Tredje perioden   |                 |                   |                 |
| Blake Comeau      | Tripping        | 2:00              | 8:24            |
| Källa:            |                 |                   |                 |

| Spelare                                            | Utvisning                 | Utvisningsminuter | Tid             |
| Första perioden                                    | Första perioden           | Första perioden   | Första perioden |
| -------------------------------------------------- | ------------------------- | ----------------- | --------------- |
| Pavel Datsiuk                                      | Roughing                  | 2:00              | 18:54           |
| Andra perioden                                     |                           |                   |                 |
| Danny DeKeyser                                     | Hög klubba                | 2:00              | 4:01            |
| Andreas Athanasiou                                 | För många spelare på isen | 2:00              | 14:20           |
| Tredje perioden                                    |                           |                   |                 |
| Mike Green                                         | Tripping                  | 2:00              | 14:39           |
| Termer: Förseelser som leder till utvisningsstraff |                           |                   |                 |

### Statistik

#### Colorado Avalanche

##### Utespelare
| Spelare             | Mål | Assist | Poäng | +/− | Utvisningsminuter | Skott | Vunna tekningar (%) | Tacklingar | Tid på isen |
| ------------------- | --- | ------ | ----- | --- | ----------------- | ----- | ------------------- | ---------- | ----------- |
| Nathan MacKinnon    | 1   | 1      | 2     | 0   | 0                 | 3     | 73                  | 1          | 17:06       |
| Gabriel Landeskog   | 0   | 2      | 2     | 0   | 2                 | 4     | —                   | 3          | 20:17       |
| Tyson Barrie        | 1   | 0      | 1     | -3  | 0                 | 4     | —                   | 1          | 22:31       |
| Alex Tanguay        | 1   | 0      | 1     | +1  | 0                 | 3     | —                   | 1          | 11:40       |
| Blake Comeau        | 0   | 1      | 1     | -1  | 2                 | 4     | 36                  | 2          | 19:08       |
| Michail Grigorenko  | 0   | 1      | 1     | +1  | 0                 | 3     | —                   | 0          | 16:06       |
| François Beauchemin | 0   | 0      | 0     | 0   | 0                 | 1     | —                   | 5          | 27:40       |
| Chris Bigras        | 0   | 0      | 0     | +1  | 2                 | 0     | —                   | 0          | 10:07       |
| Andrew Bodnarchuk   | 0   | 0      | 0     | 0   | 2                 | 0     | —                   | 1          | 8:22        |
| Matt Duchene        | 0   | 0      | 0     | -1  | 0                 | 0     | 54                  | 1          | 16:44       |
| Nick Holden         | 0   | 0      | 0     | -2  | 0                 | 1     | —                   | 5          | 21:50       |
| Jarome Iginla       | 0   | 0      | 0     | -1  | 0                 | 0     | 50                  | 2          | 13:47       |
| Erik Johnson        | 0   | 0      | 0     | 0   | 0                 | 3     | —                   | 3          | 26:44       |
| Shawn Matthias      | 0   | 0      | 0     | -2  | 0                 | 0     | —                   | 0          | 14:10       |
| Cody McLeod         | 0   | 0      | 0     | -1  | 4                 | 1     | —                   | 4          | 7:14        |
| John Mitchell       | 0   | 0      | 0     | -1  | 0                 | 0     | 53                  | 0          | 11:03       |
| Jack Skille         | 0   | 0      | 0     | -1  | 0                 | 0     | —                   | 2          | 6:14        |
| Carl Söderberg      | 0   | 0      | 0     | -1  | 0                 | 0     | 50                  | 0          | 18:02       |
| Källa:              |     |        |       |     |                   |       |                     |            |             |

##### Målvakt
| Spelare         | Skott mot sig | Räddningar | Insläppta mål | Räddningsprocent | Utvisningsminuter | Tid på isen |
| --------------- | ------------- | ---------- | ------------- | ---------------- | ----------------- | ----------- |
| Semjon Varlamov | 27            | 23         | 4             | 0,852            | 0                 | 59:20       |
| Källa:          |               |            |               |                  |                   |             |

#### Detroit Red Wings

##### Utespelare
| Spelare            | Mål | Assist | Poäng | +/− | Utvisningsminuter | Skott | Vunna tekningar (%) | Tacklingar | Tid på isen |
| ------------------ | --- | ------ | ----- | --- | ----------------- | ----- | ------------------- | ---------- | ----------- |
| Darren Helm        | 1   | 1      | 2     | +3  | 0                 | 2     | 100                 | 0          | 11:27       |
| Tomáš Tatar        | 1   | 1      | 2     | +2  | 0                 | 2     | 0                   | 0          | 14:17       |
| Niklas Kronwall    | 0   | 2      | 2     | 0   | 0                 | 1     | —                   | 0          | 22:49       |
| Justin Abdelkader  | 1   | 0      | 1     | -1  | 0                 | 4     | —                   | 2          | 20:21       |
| Gustav Nyquist     | 1   | 0      | 1     | +2  | 0                 | 2     | —                   | 1          | 14:45       |
| Brad Richards      | 1   | 0      | 1     | 0   | 0                 | 3     | 33                  | 0          | 14:20       |
| Luke Glendening    | 0   | 1      | 1     | +2  | 0                 | 2     | 31                  | 3          | 15:23       |
| Riley Sheahan      | 0   | 1      | 1     | +2  | 0                 | 0     | 60                  | 0          | 13:14       |
| Andreas Athanasiou | 0   | 0      | 0     | -1  | 0                 | 0     | 50                  | 0          | 8:23        |
| Pavel Datsiuk      | 0   | 0      | 0     | 0   | 2                 | 3     | 56                  | 0          | 21:15       |
| Danny DeKeyser     | 0   | 0      | 0     | 0   | 2                 | 0     | —                   | 4          | 22:37       |
| Jonathan Ericsson  | 0   | 0      | 0     | +2  | 0                 | 0     | —                   | 3          | 15:09       |
| Mike Green         | 0   | 0      | 0     | +2  | 2                 | 1     | —                   | 2          | 16:43       |
| Tomáš Jurčo        | 0   | 0      | 0     | -1  | 0                 | 1     | —                   | 2          | 12:15       |
| Dylan Larkin       | 0   | 0      | 0     | -1  | 0                 | 3     | 60                  | 0          | 14:15       |
| Aleksej Martjenko  | 0   | 0      | 0     | -1  | 0                 | 0     | —                   | 1          | 14:53       |
| Kyle Quincey       | 0   | 0      | 0     | +1  | 0                 | 1     | —                   | 6          | 19:24       |
| Henrik Zetterberg  | 0   | 0      | 0     | -1  | 0                 | 3     | 0                   | 0          | 20:36       |
| Källa:             |     |        |       |     |                   |       |                     |            |             |

##### Målvakt
| Spelare     | Skott mot sig | Räddningar | Insläppta mål | Räddningsprocent | Utvisningsminuter | Tid på isen |
| ----------- | ------------- | ---------- | ------------- | ---------------- | ----------------- | ----------- |
| Petr Mrázek | 27            | 24         | 3             | 0,889            | 0                 | 59:54       |
| Källa:      |               |            |               |                  |                   |             |